# Humanitäre Hilfe
Als humanitäre Hilfe (von lateinisch humanitas ‚Menschlichkeit, Wohltätigkeit‘) bezeichnet man Maßnahmen zum Schutz und zur Versorgung von Menschen in einer humanitären Notlage, die über eine Erstversorgung hinausgehen. Sie findet überwiegend in der Dritten Welt statt und wird von staatlichen und nichtstaatlichen Organisationen durchgeführt und finanziert. Die Humanitäre Hilfe ist neben der Entwicklungshilfe eine Art der Außenhilfe.

## Allgemeines
Notlagen können durch unterschiedliche Ursachen wie medizinische Katastrophen (zum Beispiel durch eine Pandemie), Naturkatastrophen (zum Beispiel der Tsunami vom 26. Dezember 2004 in Südost-Asien), bewaffnete Konflikte (zum Beispiel Ogaden-Konflikt zwischen Somalia und Äthiopien), aber auch politische Veränderungen (zum Beispiel Boat-People aus Südvietnam) entstehen. Eine der Grundregeln der meisten humanitären Hilfsorganisationen ist die Unparteilichkeit und Neutralität. So fokussieren sich die humanitären Aktionen in der Regel auf die kurz- bis mittelfristige Beseitigung des Leidens der betroffenen Bevölkerung z. B. durch Erkundung, Rettungsmaßnahmen, Erstversorgung, Medizinische Versorgung, Sicherstellung von Trinkwasser, Verteilung von Nahrungsmittel, Zelte, Decken, Gefangenenbesuche und Kontrolle der Haftbedingungen, sowie allgemein auf materielle und logistische Bereitstellung und Verteilung von Hilfsmitteln. Sie umfasst in der Regel nicht die Konfliktbeseitigung. Insbesondere durch den Zeitrahmen grenzt sich die humanitäre Hilfe von der Entwicklungshilfe bzw. Entwicklungszusammenarbeit ab.
Für humanitäre Aktionen ziviler Hilfswerke reicht die Zustimmung des Gaststaates. Die Entsendung von Truppen zur Konfliktverhinderung, Konflikteindämmung, zur Friedenserzwingung, zum Schutz humanitärer Organisationen oder zur Konfliktnachsorge ist völkerrechtlich nur mit Mandat des UNO-Sicherheitsrates statthaft. Dies grenzt die humanitäre Hilfe von der humanitären Intervention ab.
Von großer Bedeutung ist auch die humanitäre Hilfe für Flüchtlinge in Flüchtlingslagern. So werden die großen Flüchtlingsströme im Rahmen der Flüchtlingskrise in Europa ab 2015 u. a. mit einer zu geringen internationalen Unterstützung der Nachbarstaaten Syriens in Zusammenhang gestellt. Aufgrund des Bürgerkriegs in Syrien lebten im Juli 2015 vier Millionen Flüchtlinge in Syriens Nachbarländern – vorwiegend in der Türkei, im Libanon und in Jordanien.
In Bürgerkriegsstaaten haben als Alternative zum mit Heimatlosigkeit verbundenem Fluchtkorridor aus umkämpften Gebieten oder zum humanitären Einsatz der Militärs auch länger andauernde Hilfslieferungen als temporärer Hilfskorridor Bedeutung erlangt, manchmal auch als eine temporäre Öffnung eines Transportwegs für humanitäre Hilfe innerhalb eines begrenzten Zeitfensters, etwa für 6 Stunden täglich ohne kriegerischen Waffeneinsatz für eine vorher festgelegte Verkehrsverbindung. Mit humanitären Korridoren wurden auch medizinische Hilfslieferungen mit dem Ausfliegen von Verletzten oder im Krieg bedrohten Familien mit kleinen Kindern in Aufnahmestaaten kombiniert, im Zeitalter der modernen Luftfahrt auch als humanitäre Luftbrücke. Diese wurde etwa im Jahr 2016 für die ehemalige syrische Stadt Aleppo vom deutschen Außenminister Frank-Walter Steinmeier ins Spiel gebracht, wo 300 000 Menschen wegen des Bürgerkriegs auf dem Landweg mit Lebensmitteln nur unzureichend versorgt werden konnten, doch auch wegen der täglichen Luftangriffe selbst für medizinische Hilfsgüter eine stabile Absprache auf UN-Ebene mit Waffenruhe zumindest für einen Luftkorridor geboten erschien.
40 Prozent des humanitären Beistandes weltweit wurden bis zum Beginn der zweiten Amtszeit von Donald Trump 2025 von den USA bezahlt.

## Organisationen und Netzwerke

### Internationale Organisationen
Die Vereinten Nationen versuchen mit bestimmten Unterorganisationen wie dem UNHCR, UNICEF oder dem UNCDF die Bestrebungen der Hilfsorganisationen zu koordinieren und auch teilweise zu finanzieren. Dabei kommt dem Amt für die Koordinierung humanitärer Angelegenheiten (OCHA) die zentrale Rolle bei der Koordination zu. Die Europäische Union leistet über ihr Amt für humanitäre Hilfe (ECHO) wesentliche Beiträge. Die amerikanische Behörde USAID, die dem Außenministerium unterstellt ist, leistet seit 1961 humanitäre Hilfe im Ausland.
- ADRA
- Ärzte der Welt
- Ärzte ohne Grenzen
- CARE International
- Caritas
- Humedica
- Internationale Rotkreuz- und Rothalbmond-Bewegung
- International Justice Mission
- Johanniter Auslandshilfe
- Malteser International
- Oxfam
- Save the Children
- Tierärzte ohne Grenzen
- World Vision International

Im Januar 2016 berichteten die Vereinten Nationen, dass die internationale Gemeinschaft jährlich 25 Milliarden US-Dollar für die humanitäre Hilfe ausgebe, dass aber weitere 15 Milliarden US-Dollar fehlten. Sie schlugen aus diesem Anlass einen Solidaritätszuschlag auf Luxuswaren und auf Dienstleistungen wie Tickets für Sportveranstaltungen vor.

### Nationale Organisationen

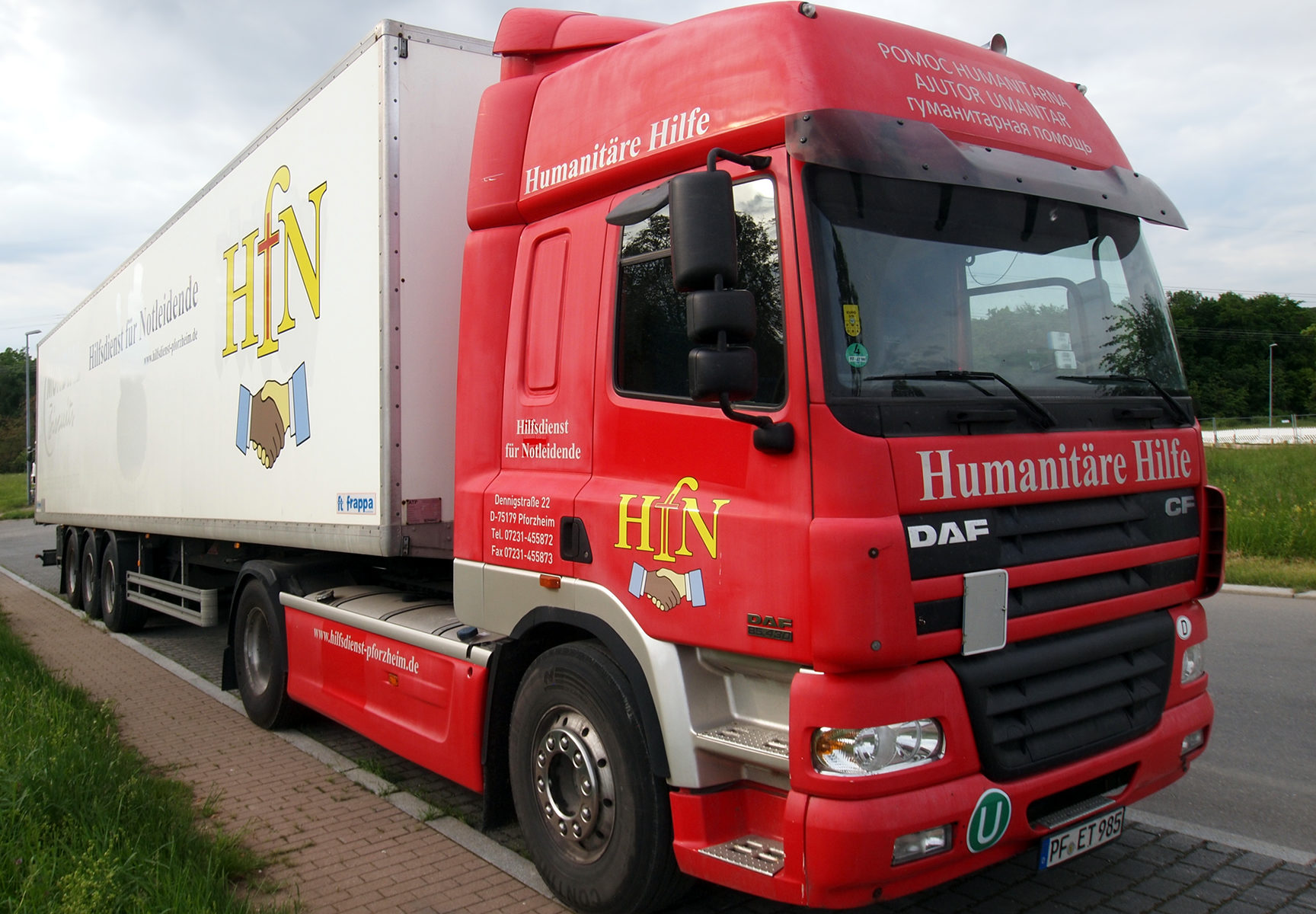
Lkw mit Aufschrift Humanitäre Hilfe

#### Deutschland
Die Hilfsorganisationen sind zum Teil sehr spezialisiert. In Deutschland gibt es etwa Aktion Deutschland Hilft und das Aktionsbündnis Katastrophenhilfe als Zusammenschluss von Hilfsorganisationen, Ärzte der Welt und Ärzte ohne Grenzen als medizinische Hilfe, Tierärzte ohne Grenzen in der tierärztlichen Not- und Katastrophenhilfe, Bündnis Entwicklung Hilft zur Bündelung der humanitären Hilfe im weiteren Sinne, SEEBA- und SEEWA-Einheiten des Technischen Hilfswerks für Logistik, Verkehr und Infrastruktur, die Welthungerhilfe sowie World Vision Deutschland und Save the Children speziell für Kinderversorgung.

#### Österreich
In Österreich gibt es die Österreichische Forschungsstiftung für Internationale Entwicklung als Informationsvermittlungsstelle zu Fragen der Entwicklungsländer, der Entwicklungszusammenarbeit und der Entwicklungspolitik, World Vision Österreich als Kinderhilfswerk, den Österreichischen Auslandsdienst, Jugend Eine Welt als Kinder- und Jugendhilfswerk, die Caritas Österreich, Nachbar in Not, die Österreichische Albert Schweitzer-Gesellschaft (medizinische Geräten) und Team Österreich als Netzwerk von Hilfswilligen.

## Weltgipfel für humanitäre Hilfe
Aufgrund der Krisensituationen in vielen Staaten dieser Welt mit etwa 60 Millionen Flüchtlingen organisierte das Amt der Vereinten Nationen für die Koordinierung humanitärer Angelegenheiten (OCHA) zusammen mit Hilfsorganisationen und dem Gastgeberland Türkei am 23. und 24. Mai 2016 einen globalen Gipfel für humanitäre Hilfe (World Humanitarian Summit) in Istanbul (Ort des auch als UN-Nothilfegipfel bezeichneten Kongresses: Istanbul Congress Center). Das humanitäre Hilfe-System, beruhend auf der Resolution 46/182 der UNO-Generalversammlung aus dem Jahr 1991, solle angepasst werden. Die Schweiz legt hierbei einen Schwerpunkt auf die Einhaltung des humanitären Völkerrechts und langfristig angelegte Hilfe. Auch die deutsche Bundeskanzlerin Angela Merkel reiste nach Istanbul.
Thema auf dem internationalen Treffen war auch ein von den Vereinten Nationen und dem Generalsekretär Ban Ki-moon mit getragener Paradigmenwechsel bei der Art der Hilfsleistungen: Mit direkt an die Betroffenen ausgezahlten Bargeldprogrammen (Humanitarian Cash Transfer Programs – CTP), entweder verbunden mit Gutscheinen, geknüpft an Arbeitsleistungen oder auch direkt als Geldzahlung an die Hungernden ohne Bedingungen können die lokalen Märkte gestärkt werden, während herkömmliche (eingeflogene oder importierte) Sachleistungen die Produktion und regionale Märkte in den betroffenen Staaten schwächten. Angestrebt sei eine Quote von etwa 50 Prozent, weil nicht immer genügend Hilfsgüter vorhanden seien, etwa bei Naturkatastrophen, doch würden im Jahr 2016 nur 6 Prozent der Hilfsleistungen direkt und bar ausgezahlt. Ähnlich wie beim erfolgreichen Bolsa-Família-Programm in Brasilien, einem Ansatz für ein Bedingungsloses Grundeinkommen, oder dem in der EU umstrittenen Konzept des Helikoptergelds stimuliert eine Bargeldleistung die Konjunktur vor Ort, schwächt also nicht die lokale Wirtschaft durch die massive Einfuhr von kostenlosen Gütern wie bei herkömmlichen Hilfslieferungen oder Nahrungsmittelhilfe. Die Diakonie-Katastrophenhilfe leistet bereits in 14 Prozent ihrer Programme solche Barzahlungen, etwa mit Geldkarten die verlässlich monatlich aufgeladen werden. "Es stärkt einfach die Würde der Menschen, es macht sie nicht zu entmündigten Hilfsempfängern" (Cornelia Füllkrug-Weitzel). Auch das Bundesministerium für wirtschaftliche Zusammenarbeit hält Geldzahlungen in bestimmten Situationen für das Mittel der Wahl, um etwa Flüchtlingen in Jordanien, der Türkei oder anderen Aufnahmeländern mit Guthabenkarten des Welternährungsprogramms zum Kauf von Lebensmitteln ein etwas selbstbestimmteres Leben nahe oder in ihren Heimatländern zu ermöglichen. Bedenken gibt es jedoch bezüglich vieler Regierungen in Afrika, denen es mehr um Machterhalt als das Wohl der Bevölkerung gehe, sowie der Entwicklungsindustrie, wo ein über viele Jahre aufgebauter und aufgeblähter Apparat dann nicht mehr in dieser Form benötigt werde.
Ebenso ist die Einhaltung der auf internationalen Gipfeln zugesagten Hilfszusagen sehr oft mehr als ein Problem, manche bezeichnen es als Verbrechen, "zu wissen, was passiert und nicht zu helfen.
Um die Geber in die Pflicht zu nehmen und die Nachvollziehbarkeit der Geldflüsse zu den Hilfsempfängern zu stärken wurde in Istanbul vereinbart, zumindest die Plattform International Aid Transparency Initiative (IATI) für eine Veröffentlichung im Open-data-Standard zu nutzen; mehrere Staaten  und Hilfsorganisationen unterzeichneten im Abschlussdokument "The Grand Bargain" eine verpflichtende Teilnahme. Im Jahr 2016 veröffentlichen dort 480 internationale Geldgeber.

## Rechtlicher Schutz
Ein militärischer Angriff auf humanitäre Operationen stellt nach dem Römischen Statut des Internationalen Strafgerichtshofs ebenso ein Kriegsverbrechen dar wie die vorsätzliche Behinderung humanitärer Hilfe (im deutschen Recht abgebildet durch Völkerstrafgesetzbuch §§ 10 und 11 Abs. 1 Nr. 5).